# Saturn Awards 2010
La 36ª edizione dei Saturn Awards si è svolta il 24 giugno 2010 a Burbank in California, per premiare le migliori produzioni cinematografiche del 2009.
Il film più premiato è stato Avatar: 10 premi su 10 candidature.

## Vincitori e candidati
I vincitori sono indicati in grassetto, a seguire gli altri candidati.

### Film

#### Miglior film di fantascienza
- Avatar, regia di James Cameron[3]
- Codice Genesi (The Book of Eli), regia di Albert e Allen Hughes
- Segnali dal futuro (Knowing), regia di Alex Proyas
- Moon, regia di Duncan Jones
- Star Trek, regia di J. J. Abrams
- Transformers - La vendetta del caduto (Transformers: Revenge of the Fallen), regia di Michael Bay
- X-Men le origini - Wolverine (X-Men Origins: Wolverine), regia di Gavin Hood

#### Miglior film fantasy
- Watchmen, regia di Zack Snyder[4]
- Harry Potter e il principe mezzosangue (Harry Potter and the Half-Blood Prince), regia di David Yates
- Amabili resti (The Lovely Bones), regia di Peter Jackson
- Un amore all'improvviso (The Time Traveler's Wife), regia di Robert Schwentke
- Nel paese delle creature selvagge (Where the Wild Things Are), regia di Spike Jonze

#### Miglior film horror
- Drag Me to Hell, regia di Sam Raimi[5]
- The Box, regia di Richard Kelly
- Frozen, regia di Adam Green
- L'ultima casa a sinistra (The Last House on the Left), regia di Dennis Iliadis
- The Twilight Saga: New Moon, regia di Chris Weitz
- Benvenuti a Zombieland (Zombieland), regia diRuben Fleischer

#### Miglior film d'azione/avventura/thriller
- Bastardi senza gloria (Inglourious Basterds), regia di Quentin Tarantino[6]
- 2012, regia di Roland Emmerich
- Brothers, regia di Jim Sheridan
- The Hurt Locker, regia di Kathryn Bigelow
- Giustizia Privata (Law Abiding Citizen), regia di F. Gary Gray
- Oltre le regole - The Messenger (The Messenger), regia di Oren Moverman
- Sherlock Holmes, regia di Guy Ritchie

#### Miglior attore
- Sam Worthington - Avatar
- Sam Rockwell - Moon
- Robert Downey Jr. - Sherlock Holmes
- Tobey Maguire - Brothers
- Viggo Mortensen - The Road
- Denzel Washington - Codice Genesi (The Book of Eli)

#### Miglior attrice
- Zoe Saldana - Avatar
- Catherine Keener - Nel paese delle creature selvagge (Where the Wild Things Are)
- Melanie Laurent - Bastardi senza gloria (Inglourious Basterds)
- Alison Lohman - Drag Me to Hell
- Natalie Portman - Brothers
- Charlize Theron - The Burning Plain - Il confine della solitudine (The Burning Plain)

#### Miglior attore non protagonista
- Stephen Lang - Avatar
- Woody Harrelson - Zombieland
- Frank Langella - The Box
- Jude Law - Sherlock Holmes
- Stanley Tucci - Amabili resti (The Lovely Bones)
- Christoph Waltz - Bastardi senza gloria (Inglourious Basterds)

#### Miglior attrice non protagonista
- Sigourney Weaver - Avatar
- Malin Åkerman - Watchmen
- Diane Kruger - Bastardi senza gloria (Inglourious Basterds)
- Rachel McAdams - Sherlock Holmes
- Lorna Raver - Drag Me to Hell
- Susan Sarandon - Amabili resti (The Lovely Bones)

#### Miglior attore emergente
- Saoirse Ronan - Amabili resti (The Lovely Bones)
- Taylor Lautner - The Twilight Saga: New Moon
- Bailee Madison - Brothers
- Brooklynn Proulx - Un amore all'improvviso (The Time Traveler's Wife)
- Max Records - Nel paese delle creature selvagge (Where the Wild Things Are)
- Kodi Smit-McPhee - The Road

#### Miglior regia
- James Cameron - Avatar[7]
- J. J. Abrams - Star Trek
- Kathryn Bigelow - The Hurt Locker
- Neill Blomkamp - District 9
- Guy Ritchie - Sherlock Holmes
- Zack Snyder - Watchmen
- Quentin Tarantino - Bastardi senza gloria (Inglourious Basterds)

#### Miglior sceneggiatura
- James Cameron - Avatar
- Neill Blomkamp e Terri Tatchell - District 9
- Spike Jonze e Dave Eggers - Nel paese delle creature selvagge (Where the Wild Things Are)
- Alex Kurtzman e Roberto Orci - Star Trek
- Quentin Tarantino - Bastardi senza gloria (Inglourious Basterds)
- Alex Tse e David Hayter - Watchmen

#### Miglior costumi
- Michael Wilkinson - Watchmen
- Jenny Beavan - Sherlock Holmes
- Anna Sheppard - Bastardi senza gloria (Inglourious Basterds)
- Colleen Atwood - Nine
- Jany Temime - Harry Potter e il principe mezzosangue (Harry Potter and the Half-Blood Prince)
- Tim Yip - La battaglia dei tre regni (赤壁)

#### Miglior trucco
- Barney Burman, Mindy Hall e Joel Harlow - Star Trek
- Joe Dunckley, Sarah Rubano e Frances Richardson - District 9
- Greg Nicotero e Howard Berger - Drag Me to Hell
- Mike Smithson e John Rosengrant - Terminator Salvation
- Greg Nicotero e Howard Berger - Codice Genesi (The Book of Eli)
- Sarah Monzani - Parnassus - L'uomo che voleva ingannare il diavolo (The Imaginarium of Doctor Parnassus)

#### Migliori effetti speciali
- Joe Letteri, Stephen Rosenbaum, Richard Baneham e Andrew R. Jones - Avatar
- Tim Burke, John Richardson, Nicholas Aithadi e Tim Alexander - Harry Potter e il principe mezzosangue (Harry Potter and the Half Blood Prince)
- John DesJardin, Peter G. Travers, Joel Whist e Jessica Norman - Watchmen
- Volker Engel, Marc Weingert e Mike Vezina - 2012
- Roger Guyett, Russell Earl, Paul Kavanagh e Burt Dalton - Star Trek
- Dan Kaufman, Peter Muyzers, Robert Habros e Matt Aitken - District 9

#### Miglior colonna sonora
- James Horner - Avatar
- Brian Eno - Amabili resti (The Lovely Bones)
- Michael Giacchino - Up
- Taro Iwashiro - La battaglia dei tre regni (赤壁)
- Christopher Young - Drag Me to Hell
- Hans Zimmer - Sherlock Holmes

#### Miglior scenografia
- Avatar
- Star Trek
- Harry Potter e il principe mezzosangue (Harry Potter and the Half Blood Prince)
- Sherlock Holmes
- District 9
- Watchmen

#### Miglior film d'animazione
- Mostri contro alieni (Monsters vs. Aliens), regia di Rob Letterman e Conrad Vernon
- A Christmas Carol (Disney's A Christmas Carol), regia di Robert Zemeckis
- Fantastic Mr. Fox, regia di Wes Anderson
- L'era glaciale 3 - L'alba dei dinosauri (Ice Age: Dawn of the Dinosaurs), regia di Carlos Saldanha e Mike Thurmeier
- La principessa e il ranocchio (The Princess and the Frog), regia di Ron Clements e John Musker
- Up, regia di Pete Docter

#### Miglior film internazionale
- District 9, regia di Neill Blomkamp ( Stati Uniti/ Canada/ Nuova Zelanda/ Sudafrica)
- Parnassus - L'uomo che voleva ingannare il diavolo (The Imaginarium of Doctor Parnassus), regia di Terry Gilliam ( Regno Unito/ Stati Uniti/ Canada/ Francia)
- Il matrimonio di Lorna (Le Silence de Lorna), regia di Jean-Pierre e Luc Dardenne ( Francia/ Italia/ Germania/ Belgio)
- La battaglia dei tre regni (赤壁), regia di John Woo ( Cina)
- Io vi troverò (Taken), regia di Pierre Morel ( Francia)
- Bakjwi (박쥐), regia di Park Chan-wook ( Corea del Sud)

### Televisione

#### Miglior serie televisiva trasmessa da una rete
- Lost
- Chuck
- Fringe
- Ghost Whisperer - Presenze (Ghost Whisperer)
- Heroes
- The Vampire Diaries

#### Miglior serie televisiva trasmessa via cavo
- Breaking Bad
- Battlestar Galactica
- The Closer
- Dexter
- Leverage - Consulenze illegali (Leverage)
- True Blood

#### Miglior presentazione televisiva
- Torchwood
- Doctor Who
- Alice
- The Prisoner
- I Tudors (The Tudors)
- V

#### Miglior attore televisivo
- Josh Holloway - Lost
- Bryan Cranston - Breaking Bad
- Matthew Fox - Lost
- Michael C. Hall - Dexter
- Zachary Levi - Chuck
- Stephen Moyer - True Blood
- David Tennant - Doctor Who

#### Miglior attrice televisiva
- Anna Torv - Fringe
- Anna Gunn - Breaking Bad
- Jennifer Love Hewitt - Ghost Whisperer
- Evangeline Lilly - Lost
- Anna Paquin - True Blood
- Kyra Sedgwick - The Closer

#### Miglior attore non protagonista televisivo
- Aaron Paul - Breaking Bad
- Jeremy Davies - Lost
- Michael Emerson - Lost
- Aldis Hodge - Leverage - Consulenze illegali (Leverage)
- John Noble - Fringe
- Alexander Skarsgård - True Blood

#### Miglior attrice non protagonista televisiva
- Julie Benz - Dexter
- Morena Baccarin - V
- Gina Bellman - Leverage - Consulenze illegali (Leverage)
- Jennifer Carpenter - Dexter
- Elizabeth Mitchell - Lost
- Hayden Panettiere - Heroes

#### Miglior guest star in una serie televisiva
- Leonard Nimoy - Fringe
- Bernard Cribbins - Doctor Who
- Raymond Cruz - Breaking Bad
- Michelle Forbes - True Blood
- John Lithgow - Dexter
- Mark Pellegrino - Lost

### Home media

#### Miglior edizione DVD/Blu-ray
- Una sola verità (Nothing but the Truth)
- The House of the Devil
- Laid to Rest
- Not Forgotten
- Pontypool - Zitto... o muori (Pontypool)
- Super Capers
- Surveillance

#### Miglior edizione DVD/Blu-ray (film)
- Star Trek: Original Motion Picture Collection
- Columbia Pictures Film Noir Classics - volume 1
- The Hannibal Lecter Anthology
- Hellraiser Boxed Set
- Icons of Sci-Fi: Toho Collection
- The William Castle Collection

#### Miglior edizione DVD/Blu-ray (TV)
- Lost - stagione 5
- Doctor Who
- Torchwood
- Terminator: The Sarah Connor Chronicles - stagione 2
- Primeval - volume 2
- Life on Mars

#### Miglior edizione speciale DVD/Blu-ray
- Watchmen
- 300
- Biancaneve e i sette nani (Snow White and the Seven Dwarfs)
- District 9
- Terminator 2 - Il giorno del giudizio (Terminator 2: Judgment Day)
- X-Men le origini - Wolverine (X-Men Origins: Wolverine)

### Produzioni teatrali locali

#### Miglior produzione teatrale locale fantasy/musical
- Mary Poppins (Ahmanson Theatre)

#### Miglior produzione teatrale locale drammatica
- Parade (Mark Taper Forum)

#### Miglior produzione teatrale locale in un piccolo teatro
- Fellowship: The Musical (Falcon Theatre)

## Premi speciali
- Life Career Award: Irvin Kershner[8]
- Visionary Award: James Cameron[9][10][11]
- George Pal Memorial Award: Roberto Orci e Alex Kurtzman[12][13]
- Producers Showcase Award: Lauren Shuler Donner[10]